# 1246 Chaka
Az 1246 Chaka (ideiglenes jelöléssel 1932 OA) a Naprendszer kisbolygóövében található aszteroida. Cyril V. Jackson fedezte fel 1932. július 23-án, Johannesburgban.